# Rete tranviaria di Timișoara
La rete tranviaria di Timișoara è la rete tranviaria che serve la città rumena di Timișoara.